# Siemens Modular Metro
Siemens modular metro — платформа для изготовления электропоездов для использования в метрополитенах, созданная компаниями Siemens и Porsche. Компания не предлагала стандартного поезда, но широкий выбор стандартизированных комплектующих позволял компоновать поезда под индивидуальные потребности метрополитенов. Siemens отвечала за техническую составляющую, а Porsche design, по условиях контракта обеспечивал разработку дизайна внешнего вида. Концепт получил собственное имя «MoMo».

### История
Концепт находился в 1996—1998 в стадии разработки. Руководитель проекта — Dr Michael Paula.
Первыми поездами, созданными на новой платформе самостоятельно Siemens стали составы для метрополитенов Вены и Пуэрто-Рико.
Siemens выиграла контракт на организацию метрополитена в Пуэрто-Рико, предложив подвижной состав на платформе Modular Metro. В 1998 году началось производство на заводе в Сокраменто, Калифорния, США. В эксплуатацию поезда были запущены значительно позже.
В дальнейшем платформа Modular metro получила развитие в виде платформы Siemens Inspiro.

### Реализованные проекты
| Место использования     | Линия метро        | Начало эксплуатации | Количество составов | Всего вагонов    | Длина состава, м | Ширина вагона, м | Скорость, макс.,км/ч | Сидячих мест в составе | Общая вместимость, чел. | Тип токосъема    | Род тока и напряжение |
| ----------------------- | ------------------ | ------------------- | ------------------- | ---------------- | ---------------- | ---------------- | -------------------- | ---------------------- | ----------------------- | ---------------- | --------------------- |
| Метрополитен Гуанчжоу   | 1                  | 1997                | 4M2Tx21             | 168              | 139,98           | 3,0              | 80                   | 336                    | 1860                    | пантограф        | DC 1500V              |
| Бангкок BTS             |                    | 1999                | 2M1Tx35             | 105 (140 с 2010) | 65,1             | 3,2              | 80                   | 126                    | 846                     | контактный рельс | DC 750V               |
| Тайпей MRT              | Bannan             | 1999                | 2M1Tx2x36           | 216              | 141,0            | 3,2              | 80                   | 396                    | 1914                    | контактный рельс | DC 750V               |
| U-bahn, Вена            |                    | 2000                | 6x62                | 372              | 111,2            | 2,85             | 80                   | 260                    | 1187                    | контактный рельс | DC 750V               |
| Метрополитен Шанхая     | 2                  | 2000                | 4M2Tx24             | 144              | 140              | 3,0              | 80                   |                        | 1860                    | пантограф        | DC 1500V              |
| Тайпей MRT              | Tucheng            | 2003                | 2M1Tx2x6            | 36               | 141              | 3,2              | 80                   | 396                    | 1914                    | контактный рельс | DC 750V               |
| Метро Мельбурна         |                    | 2003                | 3x72                | 216              | 71,9             | 2,948            | 130                  | 264                    | 522                     | пантограф        | DC 1500V              |
| MRT, Бангкок            | Синяя              | 2004                | 2M1Tx19             | 57               | 61,5             | 3,12             | 80                   | 126                    | 1139                    | контактный рельс | DC 750V               |
| Метрополитен Шанхая     | 4                  | 2005                | 4M2Tx28             | 168              | 140              | 3,0              | 80                   |                        | 1860                    | пантограф        | DC 1500V              |
| Метрополитен Осло       |                    | 2007                | 3Mx115              | 345              | 54,34            | 3,160            | 70                   | 124                    | 678                     | контактный рельс | DC 750V               |
| Метрополитен Нюрнберга  | 2                  | 2008                | 2Mx32               | 64               | 38,36            | 2,9              | 80                   | 82                     | 320                     | контактный рельс | DC 750V               |
| Метрополитен Нюрнберга  | 3                  | 2008                | 2Mx14               | 28               | 38,36            | 2,9              | 80                   | 72                     | 288                     | контактный рельс | DC 750V               |
| Гаосюнский метрополитен | Красная, оранжевая | 2008                | 2M1Tx42             | 126              | 64,45            | 3,15             | 80                   | 126                    | 876                     | контактный рельс | DC 750V               |

Все поезда изготовлены для европейской колеи — 1435 мм.

#### Метрополитен Гуанчжоу
Первыми составами, изготовленными на новой платформе стали поезда для открывшегося в 1997 году метрополитена Гуанчжоу, Китай. Однако они были произведены на производственных мощностях компании Adtranz. Siemens поставлял колесные тележки, часть электрооборудования и диагностические системы.

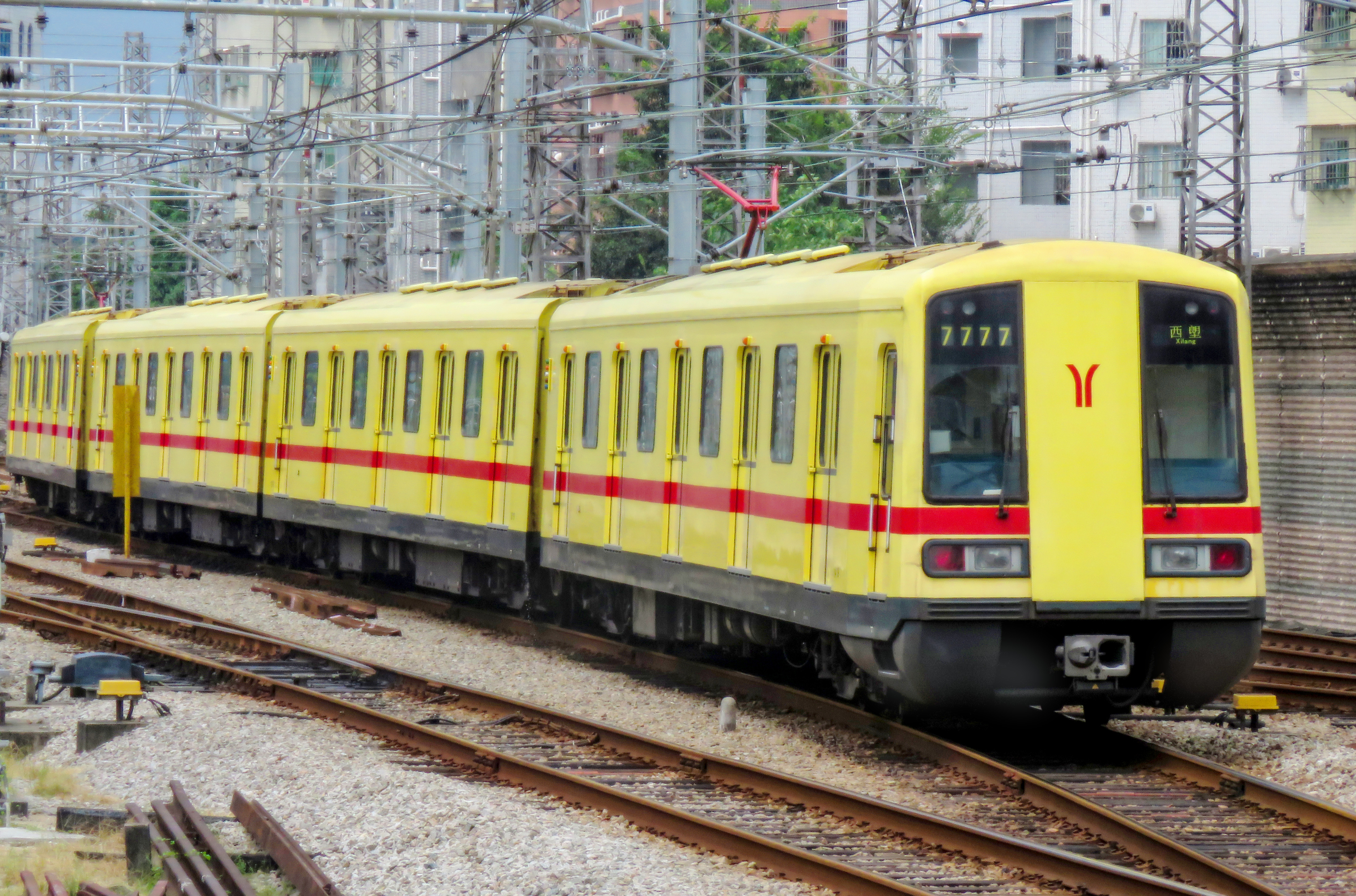

#### Бангкок BTS
В 1999 году компания Siemens в качестве одного из членов консорциума реализовала проект надземного метрополитена, в качестве подвижного состава были привезены 35 составов «Bangkok Skytrain EMU-A» из нержавеющей стали. Масса состава — 102,5 тонны. В 2010 году были дополнительно заказаны еще 35 вагонов, чтобы превратить составы в четырехвагонные.

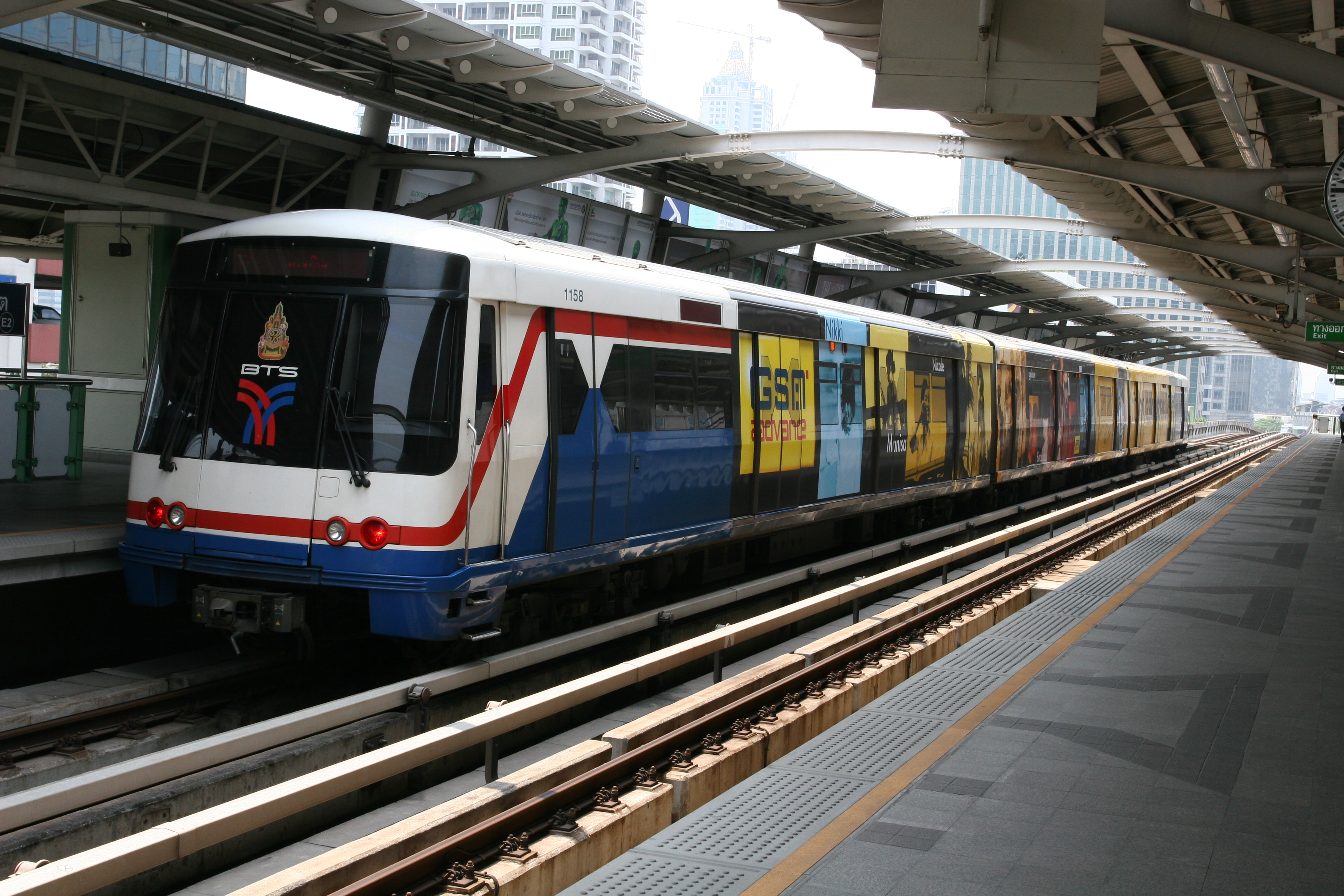

#### Бангкок MRT
Составы для этого проекта были произведены в количестве 19 трехвагонных поездов «EMU-IBL» в период с февраля 2002 по июль 2004 года. Ввиду жестких рамок по срокам реализации проекта, первый поезд для испытаний бал доставлен для испытаний в Бангкок на самолете. Поезда оборудованы усиленными кондиционерами для работы с жарком влажном климате. Ширина дверей составляет 140 см, в поездах предусмотрена возможность эвакуации через кабину машиниста.

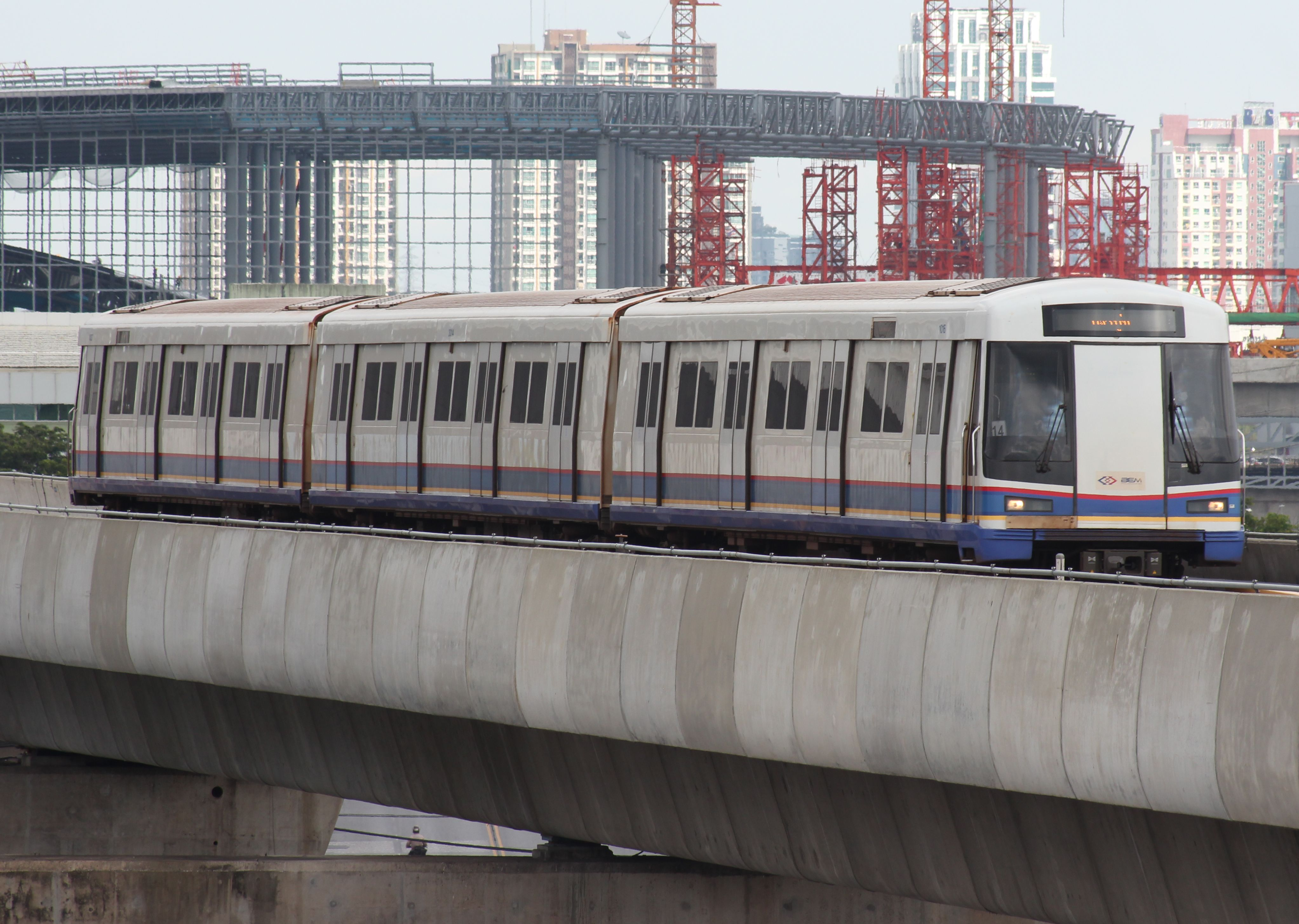

#### Метрополитен Осло
Особенностью поездов для Осло является акцент на экологичность. 84,7 % материалов вагонов пригодны для переработки и вторичного использования. Уровень шума при максимальной скорости снаружи вагона составляет 76дБ, внутри вагона — 64дБ. Также уникальность этих составов в том, что все три вагона являются моторными, что нетипично для серии.
Поезда получили название «MX3000». Всего были осуществлены поставки 115 составов адаптированных для эксплуатации при низких температурах в период с 2005 по 2014 годы. Возможно использование сдвоенных составов. Поезда произведены в Вене на заводе Siemens.

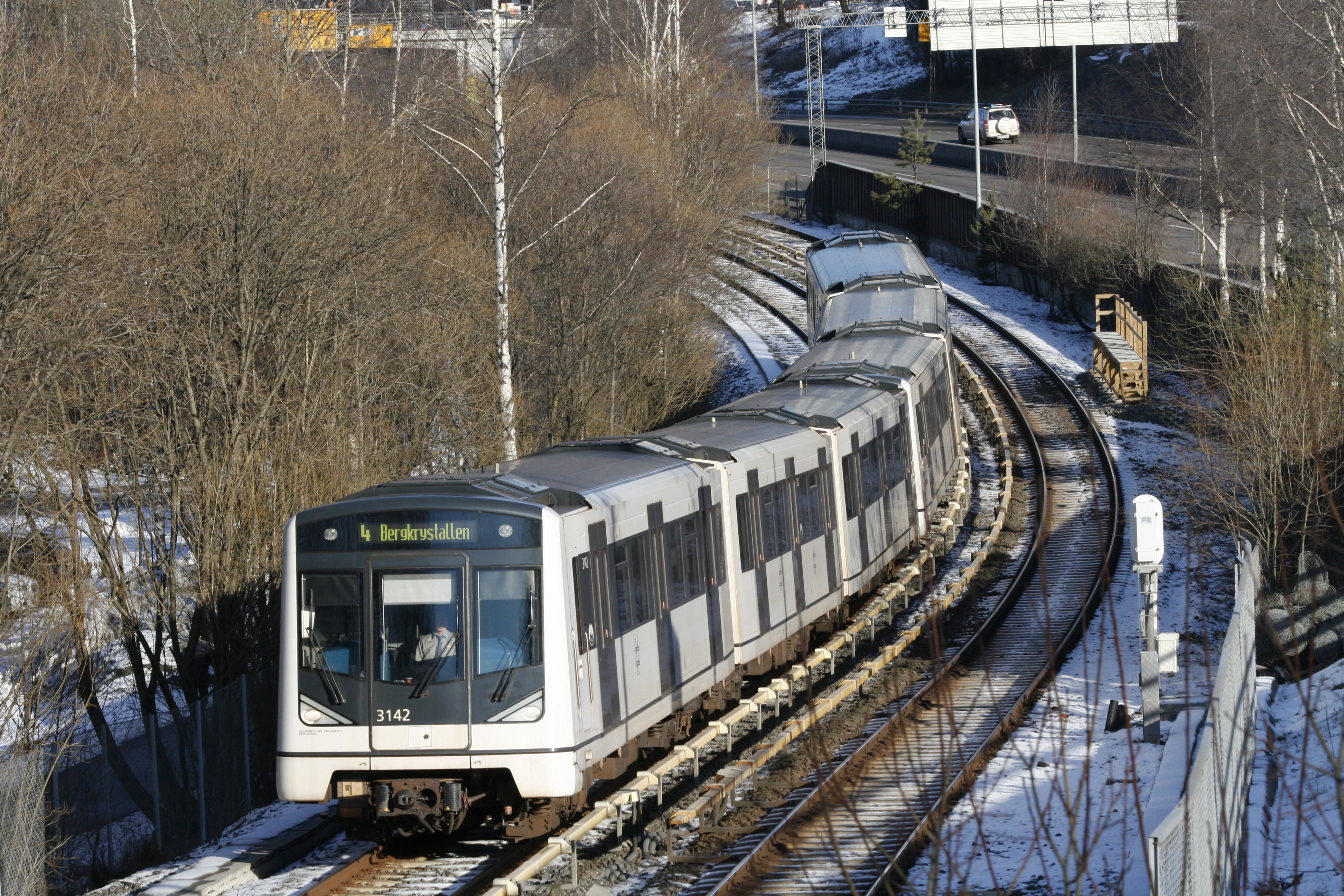

##### Метрополитен Вены
Крупнейший заказ поездов на данной платформе был выполнен для метрополитена Вены в период с 2000 по 2017 годы. Было произведено 62 шестивагонных состава «V-train»

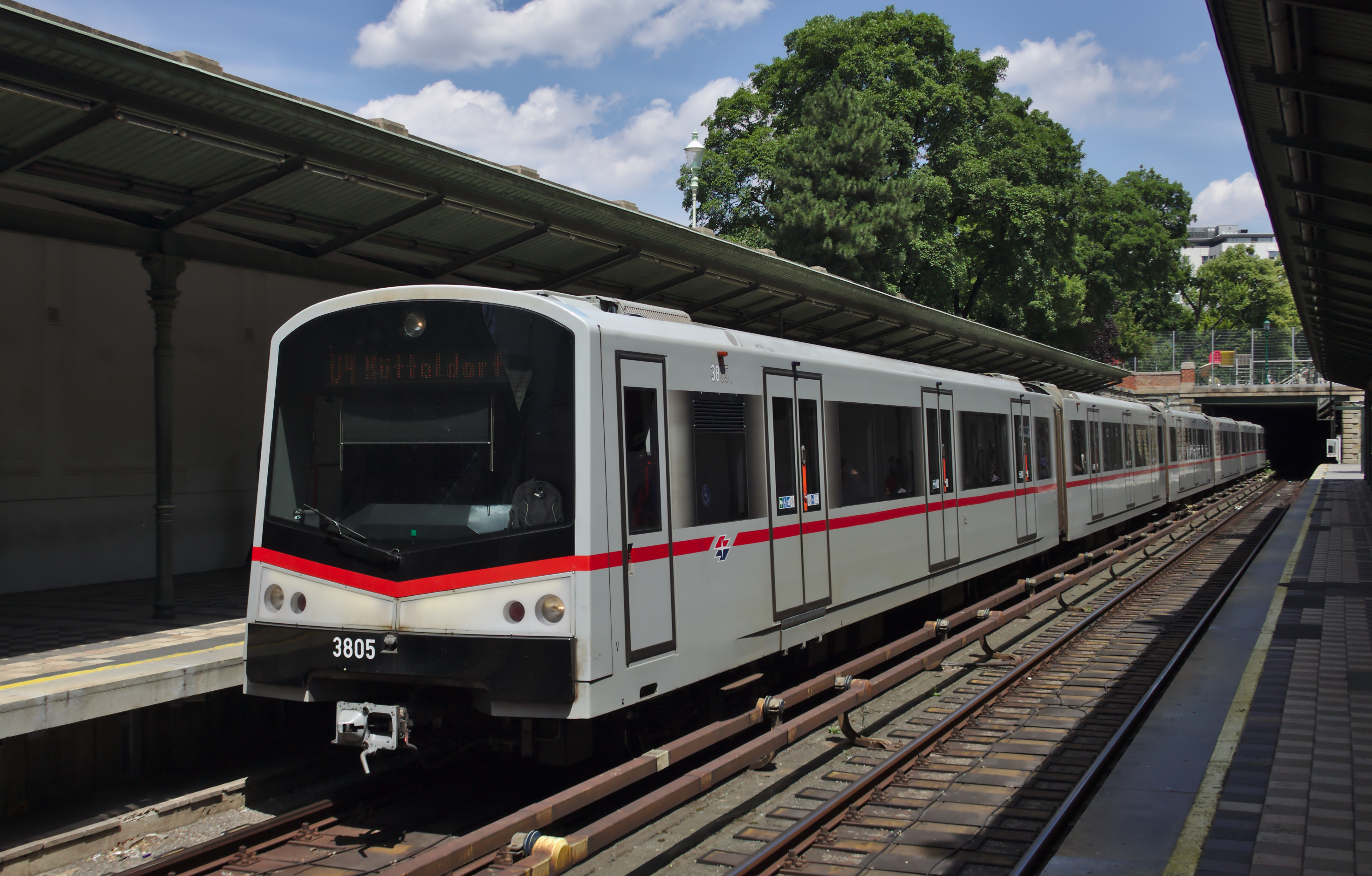

#### Метрополитен Мельбурна
С 2002 по 2005 годы для метрополитена Мельбурна были поставлены 72 трехвагонных состава Siemens Nexas (62 по основному контракту и 10 по дополнительному, на сумму 52,5 млн австралийских долларов), которые допускают стыковку в шестивагонную конфигурацию.

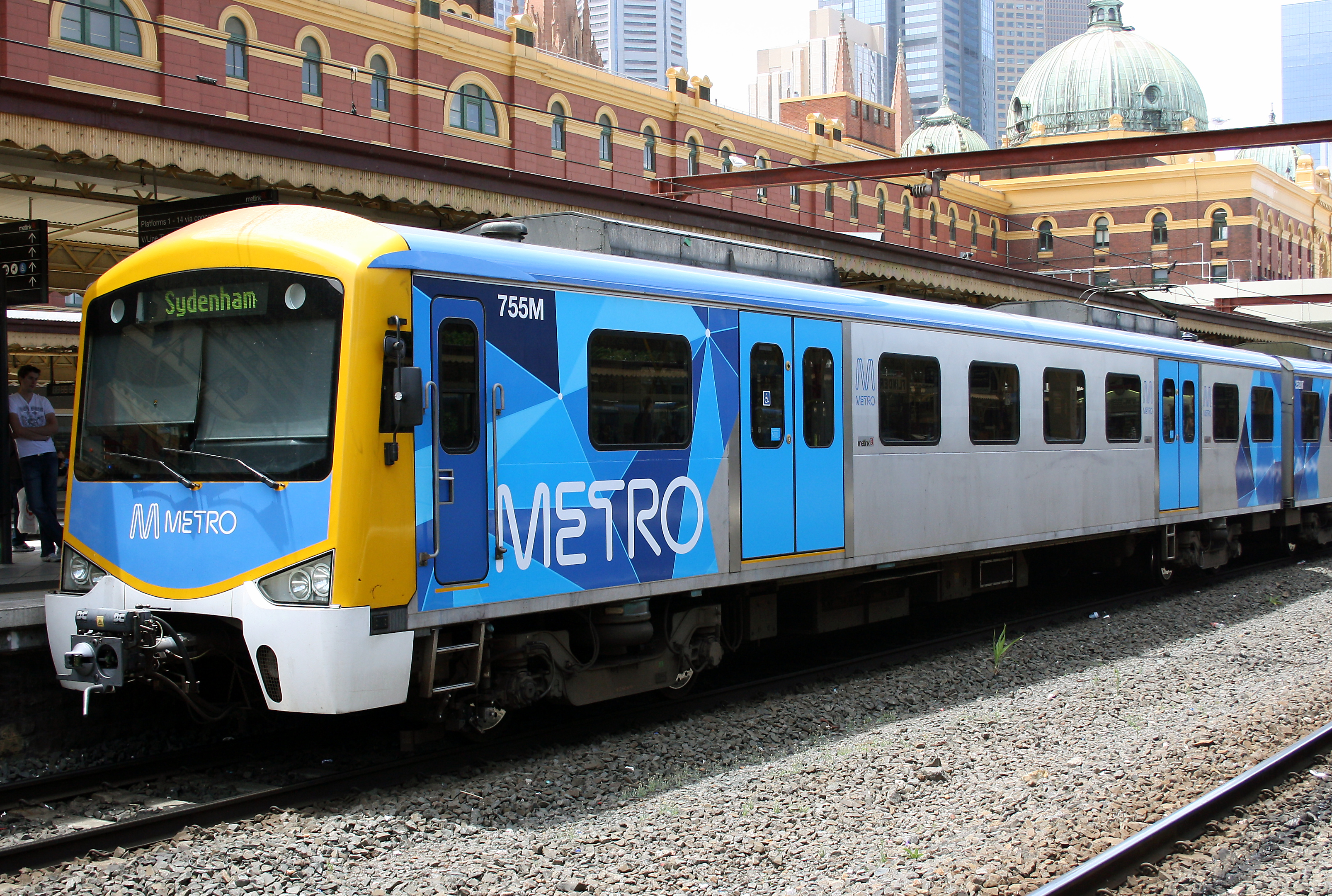

#### Метрополитен Тайбея
Поезда для метрополитена Тайбея производились на заводе Simmering-Graz-Pauker AG двумя незначительно отличающимися сериями: C321 (36 составов в 1998—1999 годах) и C341(6 составов в 2003 году).

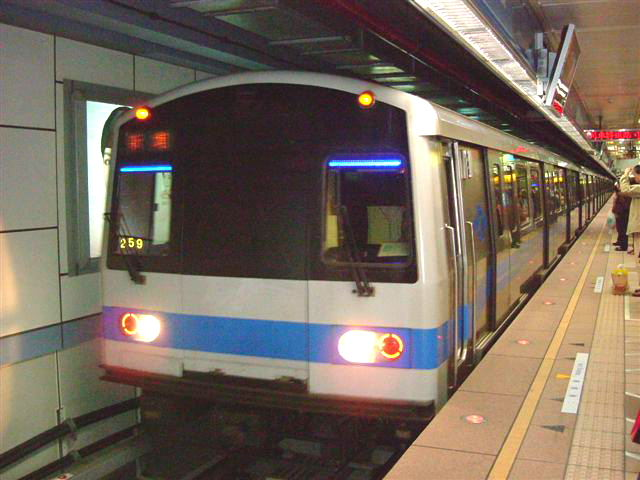
С321

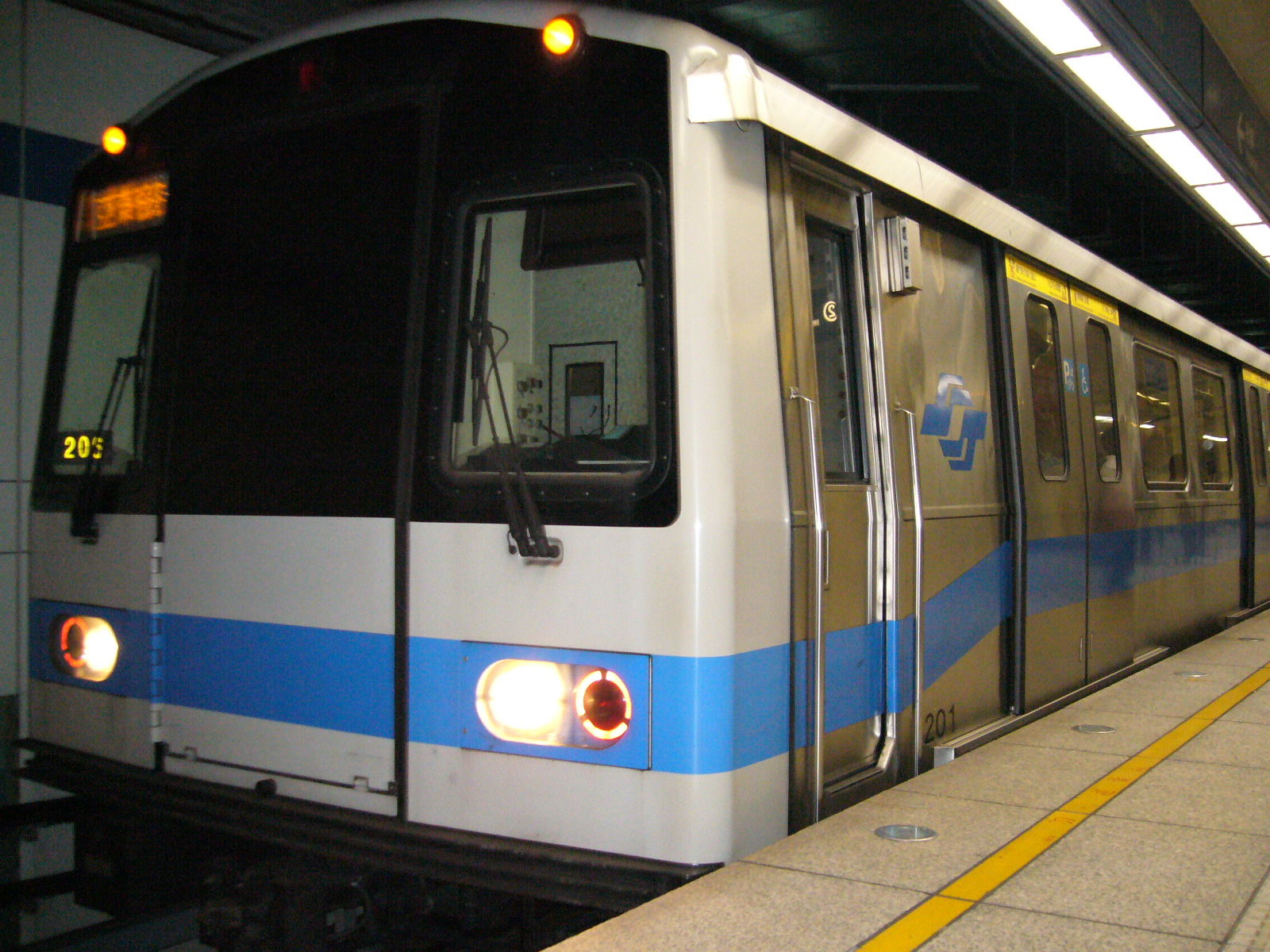
С341